# Дискографія Пі Джей Гарві
Дискографія Пі Джей Гарві, англійської альтернативної рок-музикантки, складається з десяти студійних альбомів, двох спільних альбомів з Джоном Перішем, двадцяти двох синглів, одного мініальбому, трьох альбомів-компіляцій та низки колаборацій з іншими виконавцями.
Після її виходу з гурту Automatic Dlamini у січні 1991 року, Гарві заснувала PJ Harvey Trio. Тріо, до складу якого входили Роб Елліс і Стів Вон, випустило альбом Dry у 1992 році на незалежному лейблі Too Pure, а пізніше — Rid of Me у 1993 році на лейблі Island. Тріо розпалося наприкінці 1993 року, і Гарві продовжила виступати як сольна виконавиця під тим самим ім'ям. 1995 року вона випустила альбом To Bring You My Love, який часто вважають її проривом у мейнстрімі і який одразу після виходу потрапив до чартів дванадцяти країн світу. Між To Bring You My Love і наступним альбомом Is This Desire? (1998), Гарві випустила спільний альбом з Джоном Перішем Dance Hall at Louse Point (1996). Її п'ятий альбом, Stories from the City, Stories from the Sea, вийшов у 2000 році, отримав Mercury Music Prize у 2001 році і був визнаний критиками, як її magnum opus. 2004 року вийшов її шостий альбом, Uh Huh Her, який став найрейтинговішим альбомом Гарві в США, посівши 29 місце в чарті Billboard 200. 2007 року вийшов її сьомий альбом, White Chalk, а 2009 року Періш і Гарві випустили свій другий спільний альбом, A Woman a Man Walked By. 2011 року вийшов її восьмий студійний альбом Let England Shake, який здобув музичну премію Mercury Music Prize, що зробило Гарві єдиною артисткою в історії, яка здобула цю нагороду двічі, і збільшило продажі альбомів більш ніж на 1,100 % за одну ніч. Дев'ятий альбом The Hope Six Demolition Project вийшов 2016-го, а I Inside the Old Year Dying у липні 2023-го.
У Великій Британії п'ять альбомів Гарві отримали срібний, один — золотий і один — платиновий сертифікати, а їхній загальний тираж склав понад 800 000 копій. У Сполучених Штатах її альбоми були продані загальним накладом понад 1,5 мільйона копій станом на 2007 рік, згідно з даними Nielsen SoundScan.

## Альбоми

### Студійні альбоми
| Назва                                                                               | Деталі                                                                           | Пікова чартова позиція | Пікова чартова позиція | Пікова чартова позиція | Пікова чартова позиція | Пікова чартова позиція | Пікова чартова позиція | Пікова чартова позиція | Пікова чартова позиція | Пікова чартова позиція | Пікова чартова позиція | Пікова чартова позиція | Пікова чартова позиція | Пікова чартова позиція | Пікова чартова позиція | Продажі                                     | Сертифікації                                              |
| Назва                                                                               | Деталі                                                                           | UK                     | AUS                    | AUT                    | BEL                    | CAN                    | SWI                    | GER                    | FRA                    | IRE                    | NLD                    | NZ                     | NOR                    | SWE                    | US                     | Продажі                                     | Сертифікації                                              |
| ----------------------------------------------------------------------------------- | -------------------------------------------------------------------------------- | ---------------------- | ---------------------- | ---------------------- | ---------------------- | ---------------------- | ---------------------- | ---------------------- | ---------------------- | ---------------------- | ---------------------- | ---------------------- | ---------------------- | ---------------------- | ---------------------- | ------------------------------------------- | --------------------------------------------------------- |
| Dry                                                                                 | - Реліз: 30 березня 1992 - Лейбл: Too Pure - Формати: CD, LP, 2×LP,[I] касета    | 11                     | 156                    | —                      | —                      | —                      | —                      | —                      | 149                    | —                      | —                      | —                      | —                      | —                      | —                      | - US: 176,000                               | - BPI: Silver                                             |
| Rid of Me                                                                           | - Реліз: 26 квітня 1993 - Лейбл: Island - Формати: CD, LP, касета                | 3                      | 110                    | —                      | 190                    | —                      | 43                     | 58                     | —                      | —                      | —                      | —                      | —                      | —                      | 158                    | - US: 207,000                               | - BPI: Silver                                             |
| To Bring You My Love                                                                | - Реліз: 27 лютого 1995 - Лейбл: Island - Формати: CD, 2xCD,[II] LP, касета      | 12                     | 38                     | 73                     | 5                      | 39                     | 38                     | 39                     | —                      | —                      | 69                     | 24                     | 11                     | 11                     | 40                     | - US: 371,000 - WW: 1,000,000               | - BPI: Gold - BEA: Gold                                   |
| Is This Desire?                                                                     | - Реліз: 28 вересня 1998 - Лейбл: Island - Формати: CD, LP, касета               | 17                     | 30                     | —                      | 8                      | 59                     | —                      | 23                     | 9                      | —                      | 74                     | —                      | 5                      | 19                     | 54                     | - US: 164,000 - WW: 500,000                 | - BPI: Silver - SNEP: Gold                                |
| Stories from the City, Stories from the Sea                                         | - Реліз: 23 жовтня 2000 - Лейбл: Island - Формати: CD, LP, касета                | 23                     | 20                     | 43                     | 35                     | 37                     | 26                     | 54                     | 7                      | 17                     | 42                     | 42                     | 8                      | 10                     | 42                     | - US: 357,000 - UK: 294,000 - WW: 1,000,000 | - BPI: Platinum - ARIA: Platinum - BEA: Gold - SNEP: Gold |
| Uh Huh Her                                                                          | - Реліз: 31 травня 2004 - Лейбл: Island - Формати: CD, LP                        | 12                     | 14                     | 33                     | 16                     | —                      | 17                     | 36                     | 10                     | 10                     | 23                     | —                      | 6                      | 14                     | 29                     | - US: 135,000+                              | - BPI: Silver                                             |
| White Chalk                                                                         | - Реліз: 24 вересня 2007 - Лейбл: Island - Формати: CD, LP, цифрове завантаження | 11                     | 24                     | 66                     | 12                     | —                      | 21                     | 54                     | 10                     | 15                     | 34                     | 35                     | 7                      | 24                     | 65                     | - US: 62,000                                | - BPI: Silver                                             |
| Let England Shake                                                                   | - Реліз: 14 лютого 2011 - Лейбл: Island - Формати: CD, LP, цифрове завантаження  | 8                      | 6                      | 15                     | 4                      | 23                     | 4                      | 20                     | 6                      | 7                      | 14                     | 12                     | 2                      | 6                      | 32                     | - UK: 173,000 - US: 86,000                  | - BPI: Gold                                               |
| The Hope Six Demolition Project                                                     | - Реліз: 15 квітня 2016 - Лейбл: Island - Формати: CD, LP, цифрове завантаження  | 1                      | 7                      | 8                      | 3                      | 38                     | 4                      | 11                     | 5                      | 2                      | 4                      | 7                      | 2                      | 8                      | 63                     |                                             |                                                           |
| I Inside the Old Year Dying                                                         | - Реліз: 7 July 2023 - Лейбл: Partisan - Формати: CD, LP, цифрове завантаження   | 5                      | 44                     | 6                      | 3                      | —                      | —                      | 7                      | 8                      | 20                     | 5                      | 13                     | —                      | —                      | —                      |                                             |                                                           |
| «—» позначає реліз, який не потрапив до чартів або не був виданий на цій території. |                                                                                  |                        |                        |                        |                        |                        |                        |                        |                        |                        |                        |                        |                        |                        |                        |                                             |                                                           |

### Саундтреки
| Назва                                    | Деталі                                                                                     |
| ---------------------------------------- | ------------------------------------------------------------------------------------------ |
| All About Eve                            | - Реліз: 12 квітня 2019 - Лейбл: Invada, Lakeshore - Формати: CD, LP, цифрове завантаження |
| Bad Sisters (Original Series Soundtrack) | - Вийшов: 14 жовтня 2022 - Лейбл: ABC Signature - Формат: цифрове завантаження             |

### Демо-альбоми
| Назва                                                                               | Деталі                                                                           | Пікова чартова позиція | Пікова чартова позиція | Пікова чартова позиція | Пікова чартова позиція |
| Назва                                                                               | Деталі                                                                           | UK                     | BEL                    | FRA                    | SWI                    |
| ----------------------------------------------------------------------------------- | -------------------------------------------------------------------------------- | ---------------------- | ---------------------- | ---------------------- | ---------------------- |
| 4-Track Demos                                                                       | - Реліз: 19 жовтня 1993 - Лейбл: Island - Формати: CD, LP, касета                | 19                     | —                      | —                      | —                      |
| Dry — Demos                                                                         | - Реліз: 24 липня 2020 - Лейбл: Island - Формати: CD, LP, цифрове завантаження   | 59                     | 77                     | 166                    | 27                     |
| To Bring You My Love — Demos                                                        | - Реліз: 11 вересня 2020 - Лейбл: Island - Формати: CD, LP, цифрове завантаження | 71                     | —                      | —                      | —                      |
| Is This Desire? — Demos                                                             | - Реліз: 29 січня 2021 - Лейбл: Island - Формати: CD, LP, цифрове завантаження   | —                      | 65                     | —                      | —                      |
| Stories from the City Stories from the Sea — Demos                                  | - Реліз: 26 лютого 2021 - Лейбл: Island - Формати: CD, LP, цифрове завантаження  | 71                     | 65                     | —                      | 25                     |
| Uh Huh Her — Demos                                                                  | - Реліз: 30 квітня 2021 - Лейбл: Island - Формати: CD, LP, цифрове завантаження  | —                      | 116                    | —                      | 40                     |
| White Chalk — Demos                                                                 | - Реліз: 25 червня 2021 - Лейбл: Island - Формати: CD, LP, цифрове завантаження  | —                      | 99                     | —                      | —                      |
| Let England Shake — Demos                                                           | - Реліз: 28 січня 2022 - Лейбл: Island - Формати: CD, LP, цифрове завантаження   | —                      | 181                    | —                      | —                      |
| The Hope Six Demolition Project — Demos                                             | - Реліз: 11 березня 2022 - Лейбл: Island - Формати: CD, LP, цифрове завантаження | —                      | —                      | —                      | —                      |
| «—» позначає реліз, який не потрапив до чартів або не був виданий на цій території. |                                                                                  |                        |                        |                        |                        |

- I ↑  Лімітовані версії Dry включали другу платівку під назвою Demonstration, що містила акустичні демозаписи.[42]
- II ↑  Лімітовані версії To Bring You My Love включали бонусний диск з бі-сайдами.[43]

### Спільно зДжоном Перішем
| Dance Hall at Louse Point                                                     | - Реліз: 23 вересня 1996 - Лейбл: Island Records - Формати: CD, LP, касета               | 46 | 126 | —  | —  | —  | —  | —  | —  | —  | —  | 29 | 178 |
| A Woman a Man Walked By                                                       | - Реліз: 30 березня 2009 - Лейбл: Island Records - Формати: CD, LP, цифрове завантаження | 25 | 25  | 55 | 11 | 24 | 62 | 13 | 39 | 46 | 13 | —  | 80  |
| «—» позначає реліз, який не потрапив у чарти або не виходив на цій території. |                                                                                          |    |     |    |    |    |    |    |    |    |    |    |     |

### Збірні альбоми
| Назва                                                                               | Деталі                                                                           | Пікова чартова позиція | Пікова чартова позиція | Пікова чартова позиція | Пікова чартова позиція |
| Назва                                                                               | Деталі                                                                           | UK                     | AUS                    | BEL                    |                        |
| ----------------------------------------------------------------------------------- | -------------------------------------------------------------------------------- | ---------------------- | ---------------------- | ---------------------- | ---------------------- |
| iTunes Originals — PJ Harvey                                                        | - Реліз: 25 жовтня 2004 - Лейбл: Island - Формати: цифрове завантаження (20xAAC) | —                      | —                      | —                      | —                      |
| The Peel Sessions 1991–2004                                                         | - Реліз: 23 жовтня 2006 - Лейбл: Island, Universal - Формати: CD, LP             | 121                    | —                      | 46                     | —                      |
| B-Sides, Demos & Rarities                                                           | - Реліз: 4 листопада 2022 - Лейбл: UMe/Island, Beggars Group - Формати: CD, LP   | 96                     | —                      | 79                     | —                      |
| «—» позначає реліз, який не потрапив до чартів або не був виданий на цій території. |                                                                                  |                        |                        |                        |                        |

## Мініальбоми
| Назва          | Деталі                                                                          |
| -------------- | ------------------------------------------------------------------------------- |
| B-Sides        | - Реліз: 12 жовтня 2004 - Лейбл: Island - Формат: CD                            |
| iTunes Session | - Реліз: 12 вересня 2011 - Лейбл: Island - Формат: цифрове завантаження (8xAAC) |

## Сингли

### Сольні
| Назва                                   | Рік  | Пікова чартова позиція | Пікова чартова позиція | Пікова чартова позиція | Пікова чартова позиція | Пікова чартова позиція | Пікова чартова позиція | Альбом                                      |
| Назва                                   | Рік  | UK                     | AUS                    | CAN                    | FRA                    | IRL                    | US Alt                 | Альбом                                      |
| --------------------------------------- | ---- | ---------------------- | ---------------------- | ---------------------- | ---------------------- | ---------------------- | ---------------------- | ------------------------------------------- |
| »Dress"                                 | 1991 | —                      | —                      | —                      | —                      | —                      | —                      | Dry                                         |
| «Sheela-Na-Gig»                         | 1992 | 69                     | —                      | —                      | —                      | —                      | 9                      | Dry                                         |
| «50ft Queenie»                          | 1993 | 27                     | 179                    | —                      | —                      | —                      | —                      | Rid of Me                                   |
| «Man-Size»                              | 1993 | 42                     | —                      | —                      | —                      | —                      | —                      | Rid of Me                                   |
| «Down by the Water»                     | 1995 | 38                     | 84                     | 78                     | —                      | 28                     | 2                      | To Bring You My Love                        |
| «C'mon Billy»                           | 1995 | 29                     | 128                    | —                      | —                      | —                      | —                      | To Bring You My Love                        |
| «Send His Love to Me»                   | 1995 | 34                     | 125                    | —                      | —                      | —                      | —                      | To Bring You My Love                        |
| «That Was My Veil» (з Джоном Перішем)   | 1996 | 75                     | —                      | —                      | —                      | —                      | —                      | Dance Hall at Louse Point                   |
| «A Perfect Day Elise»                   | 1998 | 25                     | 83                     | —                      | 70                     | —                      | 33                     | Is This Desire?                             |
| «The Wind»                              | 1998 | 29                     | —                      | —                      | —                      | —                      | —                      | Is This Desire?                             |
| «Good Fortune»                          | 2000 | 41                     | 71                     | —                      | 100                    | —                      | —                      | Stories from the City, Stories from the Sea |
| «A Place Called Home»                   | 2001 | 43                     | —                      | —                      | —                      | —                      | —                      | Stories from the City, Stories from the Sea |
| «This Is Love»                          | 2001 | 41                     | —                      | —                      | —                      | —                      | —                      | Stories from the City, Stories from the Sea |
| «The Letter»                            | 2004 | 28                     | —                      | —                      | 73                     | 46                     | —                      | Uh Huh Her                                  |
| «You Come Through»                      | 2004 | 41                     | —                      | —                      | —                      | —                      | —                      | Uh Huh Her                                  |
| «Shame»                                 | 2004 | 45                     | —                      | —                      | —                      | —                      | —                      | Uh Huh Her                                  |
| «When Under Ether»                      | 2007 | 101                    | —                      | —                      | —                      | —                      | —                      | White Chalk                                 |
| «The Piano»                             | 2007 | —                      | —                      | —                      | —                      | —                      | —                      | White Chalk                                 |
| «The Devil»                             | 2008 | —                      | —                      | —                      | —                      | —                      | —                      | White Chalk                                 |
| «Good Fortune» (2008 remix) (12" only)  | 2008 | —                      | —                      | —                      | —                      | —                      | —                      | Позаальбомний сингл                         |
| «Black Hearted Love» (з Джоном Перішем) | 2009 | —                      | —                      | —                      | —                      | —                      | —                      | A Woman a Man Walked By                     |
| «The Words That Maketh Murder»          | 2011 | —                      | —                      | —                      | —                      | —                      | —                      | Let England Shake                           |
| «The Glorious Land»                     | 2011 | —                      | —                      | —                      | —                      | —                      | —                      | Let England Shake                           |
| «Written on the Forehead»               | 2012 | —                      | —                      | —                      | —                      | —                      | —                      | Let England Shake                           |
| «The Wheel»                             | 2016 | —                      | —                      | —                      | —                      | —                      | —                      | The Hope Six Demolition Project             |
| «The Community of Hope»                 | 2016 | —                      | —                      | —                      | —                      | —                      | —                      | The Hope Six Demolition Project             |
| «The Orange Monkey»                     | 2016 | —                      | —                      | —                      | —                      | —                      | —                      | The Hope Six Demolition Project             |
| «Guilty»                                | 2016 | —                      | —                      | —                      | —                      | —                      | —                      | Позаальбомні сингли                         |
| «The Camp» (з Рамі Ессамом)             | 2017 | —                      | —                      | —                      | —                      | —                      | —                      | Позаальбомні сингли                         |
| «A Dog Called Money / I'll Be Waiting»  | 2017 | —                      | —                      | —                      | —                      | —                      | —                      | Позаальбомні сингли                         |
| «An Acre of Land» (з Гаррі Ескоттом)    | 2018 | —                      | —                      | —                      | —                      | —                      | —                      | Позаальбомні сингли                         |
| «The Crowded Cell»                      | 2019 | —                      | —                      | —                      | —                      | —                      | —                      | саундтрек з The Virtues                     |
| «Red Right Hand»                        | 2019 | —                      | —                      | —                      | —                      | —                      | —                      | саундтрек з Гострі картузи                  |
| «A Child's Question, August»            | 2023 | —                      | —                      | —                      | —                      | —                      | —                      | I Inside the Old Year Dying                 |
| «I Inside the Old I Dying»              | 2023 | —                      | —                      | —                      | —                      | —                      | —                      | I Inside the Old Year Dying                 |

### Як запрошений артист
| Назва                                       | Рік  | Позиції у чартах | Позиції у чартах | Позиції у чартах | Позиції у чартах | Позиції у чартах | Альбом                  |
| Назва                                       | Рік  | UK               | AUS              | FIN              | FRA              | SWE              | Альбом                  |
| ------------------------------------------- | ---- | ---------------- | ---------------- | ---------------- | ---------------- | ---------------- | ----------------------- |
| «Henry Lee» (з Nick Cave and the Bad Seeds) | 1996 | 36               | 73               | 15               | —                | 33               | Murder Ballads          |
| «Broken Homes» (з Tricky)                   | 1998 | 25               | 89               | —                | 56               | —                | Angels with Dirty Faces |
| «Crawl Home» (з The Desert Sessions)        | 2003 | —                | —                | —                | —                | —                | Volumes 9 & 10          |

## Інша участь

### Саундтреки
| Рік  | Пісня                                                                           | Альбом                                    | Деталі                                                         |
| ---- | ------------------------------------------------------------------------------- | ----------------------------------------- | -------------------------------------------------------------- |
| 1996 | «Naked Cousin»                                                                  | The Crow: City of Angels OST              | Записано спеціально для саундтреку.                            |
| 1996 | «Daddy» «Rest Sextet»                                                           | Spleen OST                                | Записано спеціально для саундтреку.                            |
| 1996 | «Is That All There Is?»                                                         | Basquiat OST                              | Також присутньо на Dance Hall at Louse Point.                  |
| 1996 | «This is Mine»                                                                  | Stella Does Tricks Soundtrack             | Написано та записано спеціально для фільму.                    |
| 1999 | «The Faster I Breathe the Further I Go»                                         | The Book of Life OST                      | Також вийшов як B-side до «The Wind».                          |
| 1999 | «Nickel Under the Foot»                                                         | Cradle Will Rock OST                      | Кавер на Марка Бліцштейна записаний спеціально для саундтреку. |
| 2012 | «Horses» «Bobby Don't Steal»                                                    | What Is This Film Called Love? Soundtrack | Написано суто для фільму.                                      |
| 2013 | «Who Will Love Me Now?»                                                         | The Passion of Darkly Noon Soundtrack     | Написано Ніком Біка та Філіпом Рідлі для фільму 1995 року.     |
| 2018 | «An Acre of Land»                                                               | Dark River                                | Записано з композитором фільму Гаррі Ескоттом.                 |
| 2019 | «Prayer» «Submerge» «Death» «The Lonely Wolf» «Subterranean» «The Crowded Cell» | The Virtues                               | оригінальний саундтрек                                         |
| 2019 | «Red Right Hand»                                                                | Гострі картузи                            | Nick Cave and the Bad Seeds кавер                              |
| 2022 | «Who by Fire»                                                                   | Bad Sisters                               | Леонард Коен кавер                                             |

### Триб'ют
| Рік  | Пісня                          | Альбом                                               | Деталі                                                    |
| ---- | ------------------------------ | ---------------------------------------------------- | --------------------------------------------------------- |
| 1997 | «Ballad of the Soldier's Wife» | September Songs – The Music of Kurt Weill Soundtrack | Кавер на Курта Вайля записаний спеціально для саундтреку. |
| 1997 | «Zaz Turned Blue»              | Lounge-A-Palooza                                     | Кавер на Мела Торме записаний з Еріком Дрю Фельдманом.    |

### Збірки
| Рік  | Пісня                                           | Альбом                       | Деталі                                                                                  |
| ---- | ----------------------------------------------- | ---------------------------- | --------------------------------------------------------------------------------------- |
| 1992 | «Oh My Lover» «Sheela-Na-Gig» «Victory» «Water» | Too Pure – The Peel Sessions | З альбому John Peel Session тріо, який пізніше вийшов на «The Peel Sessions 1991—2004». |

### Інші проєкти
| Рік  | Пісня          | Деталі |
| ---- | -------------- | --- |
| 2013 | «Shaker Aamer» | Вийшов, щоб привернути увагу до ув’язнення останнього жителя Британії, який утримувався без суду у в’язниці США в Гуантанамо. Трек транслювався ексклюзивно на веб-сайті The Guardian. |

### У співпраці
| Рік                                | Пісня | Виконавець                  | Альбом                         | Інструмент                                      |
| ---------------------------------- | --- | --------------------------- | ------------------------------ | ----------------------------------------------- |
| 1990                               | Н/Д | Automatic Dlamini           | Here Catch, Shouted His Father | вокал, саксофон                                 |
| 1991                               | «Baby in a Plastic Bag» | Grape                       | Maths & Passion EP             | бек-вокал                                       |
| 1991                               | «Colour Me Grey» «River of Diamonds» | The Family Cat              | Furthest from the Sun          | бек-вокал                                       |
| 1992                               | «Yell Hollow» «Putty» «So You Got a Horse» «Raw» «What's Fair» «Water»[I]                                                                                              | Automatic Dlamini           | From a Diva to a Diver         | вокал, гітара, бас, перкусія                    |
| 1994                               | «Your Last Friend in This Town» «Just a Working Girl» «We're Making War» «Right to Fly» «Into Deep Neutral»                                                            | Moonshake                   | The Sound Your Eyes Can Follow | бек-вокал                                       |
| 1996                               | «Death is Not the End» | Nick Cave and the Bad Seeds | Murder Ballads                 | вокал                                           |
| 1998                               | «Love Too Soon» «Green Eyes» | Паскаль Комелад             | L'Argot du Bruit               | вокал, композитор                               |
| 1999                               | «Featherhead» | Паскаль Комелад             | Swing Slang Song               | вокал                                           |
| 2001                               | Н/Д | Tiffany Anders              | Funny Cry Happy Gift           | вокал, гітара, бек-вокал, продюсер              |
| 2001                               | «Piano Fire» «Eyepennies» | Sparklehorse                | It's a Wonderful Life          | гітара, фортепіано, бек-вокал                   |
| 2002                               | «Johnny Hit and Run Pauline» | Giant Sand                  | Cover Magazine                 | вокал                                           |
| 2002                               | «Airplane Blues» | Джон Періш                  | How Animals Move               | вокал                                           |
| 2002                               | «Hitting the Ground» | Гордон Гано                 | Hitting the Ground             | Vocals, guitar                                  |
| 2003                               | «I Wanna Make It With Chu» «There Will Never Be a Better Time» «Crawl Home» «Powdered Wig Machine» «A Girl Like Me» «Dead in Love» «Holey Dime» «Bring it Back Gentle» | The Desert Sessions         | Volumes 9 & 10                 | вокал, гітара, бас, піаніно, саксофон, мелодика |
| 2004                               | «The Mystery of Love» «My Friends Have» «No Child of Mine» «Before the Poison» «In the Factory»                                                                        | Маріанна Фейтфулл           | Before the Poison              | гітара, бек-вокал, композитор, продюсер         |
| 2004                               | »Hit the City" «Methamphetamine Blues» «Come to Me» | Марк Ланеґан                | Bubblegum                      | вокал, бек-вокал                                |
| 2011                               | «Lonely Avenue» | Бен Уотерс                  | Boogie 4 Stu                   | вокал, саксофон                                 |
| 2018                               | «Sorry For Your Loss» «Rachel» | Джон Періш                  | Bird Dog Dante                 | вокал                                           |
| Н/Д означає виконання всіх пісень. | |                             |                                |                                                 |

## Відеографія

### Музичні відео
| Рік  | Назва                                     | Режисер(и)                 | Джерело       |
| ---- | ----------------------------------------- | -------------------------- | ------------- |
| 1991 | «Dress»[I]                                | Марія Мохнач               | [ 47 ]        |
| 1992 | «Sheela-Na-Gig»                           | Марія Мохнач, Тім Фартлінг | [ 48 ]        |
| 1993 | «50ft Queenie»                            | Марія Мохнач               | [ 47 ] [ 49 ] |
| 1993 | «Man-Size»                                | Марія Мохнач               | [ 47 ] [ 49 ] |
| 1995 | «Down by the Water»                       | Марія Мохнач               | [ 47 ] [ 49 ] |
| 1995 | «C'mon Billy»                             | Марія Мохнач               | [ 47 ] [ 49 ] |
| 1995 | «Send His Love to Me»                     | Марія Мохнач               | [ 47 ] [ 49 ] |
| 1996 | «Henry Lee» (Nick Cave and the Bad Seeds) | Рокі Шенк                  | [ 50 ]        |
| 1996 | «That Was My Veil»                        | Марія Мохнач               | [ 49 ]        |
| 1996 | «Is That All There Is?»                   | Марія Мохнач               | [ 49 ]        |
| 1997 | «Ballad of the Soldier's Wife»            | Ларрі Вайнштайн            | [ 51 ]        |
| 1998 | «Broken Homes» (Tricky)                   | Теодор Вітчер              | [ 52 ]        |
| 1998 | «A Perfect Day Elise»                     | Марія Мохнач               | [ 49 ]        |
| 1998 | «The Wind»                                | Марія Мохнач               | [ 49 ]        |
| 1998 | «Angelene» [II]                           | Марія Мохнач               | [ 53 ] [ 54 ] |
| 2000 | «Good Fortune»                            | Софі Мюллер                | [ 49 ] [ 55 ] |
| 2000 | «A Place Called Home»                     | Софі Мюллер                | [ 49 ] [ 55 ] |
| 2001 | «This is Love»                            | Софі Мюллер                | [ 49 ] [ 55 ] |
| 2003 | «Crawl Home» (The Desert Sessions)        | Хел Хартлі                 | [ 56 ]        |
| 2004 | «Who the Fuck?»                           | Марія Мохнач               | [ 47 ] [ 49 ] |
| 2004 | «The Letter»                              | Марія Мохнач               | [ 47 ] [ 49 ] |
| 2004 | «You Come Through»                        | Марія Мохнач               | [ 47 ] [ 49 ] |
| 2004 | «Shame»                                   | Марія Мохнач               | [ 47 ] [ 49 ] |
| 2007 | «When Under Ether»                        | Марія Мохнач               | [ 47 ] [ 49 ] |
| 2007 | «The Piano»                               | Марія Мохнач               | [ 47 ] [ 49 ] |
| 2009 | «Black Hearted Love»                      | Джейк і Дінос Чепмен       | [ 57 ]        |
| 2011 | «Let England Shake»                       | Шеймус Мерфі               | [ 58 ]        |
| 2011 | «The Last Living Rose»                    | Шеймус Мерфі               | [ 58 ]        |
| 2011 | «The Glorious Land»                       | Шеймус Мерфі               | [ 58 ]        |
| 2011 | «The Words That Maketh Murder»            | Шеймус Мерфі               | [ 58 ]        |
| 2011 | «All and Everyone»                        | Шеймус Мерфі               | [ 58 ]        |
| 2011 | «On Battleship Hill»                      | Шеймус Мерфі               | [ 58 ]        |
| 2011 | «England»                                 | Шеймус Мерфі               | [ 58 ]        |
| 2011 | «In The Dark Places»                      | Шеймус Мерфі               | [ 58 ]        |
| 2011 | «Bitter Branches»                         | Шеймус Мерфі               | [ 58 ]        |
| 2011 | «Hanging in the Wire»                     | Шеймус Мерфі               | [ 58 ]        |
| 2011 | «Written on the Forehead»                 | Шеймус Мерфі               | [ 58 ]        |
| 2011 | «The Colour of The Earth»                 | Шеймус Мерфі               | [ 58 ]        |
| 2016 | «The Wheel»                               | Шеймус Мерфі               | [ 59 ]        |
| 2016 | «The Community of Hope»                   | Шеймус Мерфі               | [ 60 ]        |
| 2016 | «The Orange Monkey»                       | Шеймус Мерфі               | [ 61 ]        |
| 2023 | «A Child's Question, August»              |                            | [ 62 ]        |
| 2023 | «I Inside the Old I Dying»                | [ 63 ]                     |               |

I ↑  Було знято дві версії відео на пісню «Dress».
II ↑  Раніше невиданий кліп на пісню «Angelene» офіційно вийшов 2020 року.

### Відеоальбоми
| Рік  | Назва |
| ---- | --- |
| 1994 | Reeling with PJ Harvey - Реліз: 11 квітня 1994 - Лейбл: PolyGram - Формат: VHS                                                            |
| 2006 | On Tour: Please Leave Quietly - Реліз: 1 травня 2006 - Лейбл: Universal Island - Формат: DVD                                              |
| 2011 | Let England Shake: 12 Short Films by Seamus Murphy - Реліз: 12 грудня 2011 - Лейбл: Vagrant - Формати: DVD, цифрове завантаження (12xM4V) |